# (9742) Worpswede
(9742) Worpswede est un astéroïde de la ceinture principale.

## Description
(9742) Worpswede est un astéroïde de la ceinture principale. Il fut découvert le 26 novembre 1987 à Tautenburg par Freimut Börngen. Il présente une orbite caractérisée par un demi-grand axe de 3,19 UA, une excentricité de 0,11 et une inclinaison de 4,6° par rapport à l'écliptique.

## Compléments